# GVC
GVC kort voor "Go Ahead - Victoria Combination", is een amateurvoetbalvereniging uit Wageningen, Gelderland, Nederland. Het is een van de oudste van Nederland; begonnen in 1903 als fusieclub van Go Ahead (1886) en Victoria (1889). Victoria streed drie keer in de finale om het Nederlands Kampioenschap in de seizoenen 1899/00, 1900/01 en 1901/02, maar werd telkens tweede na HVV. De club bereikte haar sportieve hoogtepunt in de seizoenen 1910/11 en 1911/12 waarin het tweede van Nederland werd, beide malen was Sparta in de finale te sterk.
Tussen 2010/11-2013/14 nam de club vier seizoenen niet deel in een standaardcompetitie van de KNVB, maar kwam het uit in de reserveklasse. Vanaf het seizoen 2014/15 komt het weer uit met een standaardelftal, nu in de zaterdagafdeling van het amateurvoetbal. In het seizoen 2021/22 wordt er gespeeld in de Vierde klasse zaterdag van het KNVB-district Oost (4B).

## Geschiedenis

### Go Ahead
Op 4 december 1886 begonnen ontevreden leden van de "Wageningse Cricket Club" hun eigen vereniging: "Wageningse Cricket- en Voetbalvereniging Go Ahead". Het cricket was al gauw ondergeschikt aan het voetbal, en Go Ahead werd een van de eerste leden van "Nederlandschen Voetbal en Athletiek Bond". In de beginjaren van het georganiseerde voetbal in Nederland was er slechts een landelijke competitie en de verre (en dus dure) reizen maakten het moeilijk om uitwedstrijden met een volledige selectie af te werken. In 1896 werd de oostelijke eerste klasse oost opgericht, waarin Go Ahead al snel de bijnaam "eeuwige tweede" wist te veroveren.

### Victoria
In 1893 besloot de jeugd van Go Ahead haar eigen vereniging op te richten. "Victoria" leed in het eerste jaar van haar bestaan een anoniem bestaan in het Nederlandse voetballandschap. Dit veranderde toen in 1894 Max Offers besloot zich aan te sluiten bij de vereniging. Er volgde een aantal bijzonder succesvolle jaren, en Max Offers en teamgenoot Scheil werden zelfs verkozen tot het dan nog officieuze Nederlands Elftal. Toen veel belangrijke spelers echter Wageningen verlieten (zo vertrok Menno Knoote naar AC Milan en was in maart 1908 betrokken bij de oprichting van Internazionale) was het gedaan met de roem.
De negentien-eeuwse beker die werd binnengesleept door Victoria door tussen 1900 en 1902 drie keer kampioen van Oost-Nederland te worden herinnert nog aan de succesvolle jaren. De zilveren beker is gemaakt in Engeland en toont gelijkenissen met de tweede FA Cup. De beker is een van de weinige overblijfselen uit de beginperiode van het Nederlandse voetbal. De oudste voetbalbeker van Nederland heeft sinds 2015 een vaste plek in sportcomplex de Bongerd. Na deze kampioenschappen van Oost-Nederland mocht Victoria uitkomen in de finale om het landskampioenschap. In alle drie de finales was HVV uit Den Haag de tegenstander en Victoria verloor alle drie de finales van de Haagse club.

### GVC
De moeilijkheden waarin zowel Go Ahead als Victoria verkeerden deed de twee voormalige aartsrivalen tot een fusie besluiten. De "Go-Ahead Victoria Combination" werd op 14 september 1903 opgericht. Na een moeizaam begin werd in de seizoenen 1910-11 en 1911-12 het hoogtepunt van de club bereikt. Het oostelijk kampioenschap werd gewonnen, en in beide gevallen kwam GVC in de finale om het kampioenschap van Nederland uit tegen Sparta Rotterdam. Sparta bleek te sterk, en GVC moest twee keer genoegen nemen met de tweede plaats.
De prestaties uit de seizoenen 1910-1911 en 1911-1912 zouden niet herhaald worden, en de teloorgang van de vereniging werd een feit. In 1932 werd de vereniging zelfs ingelijfd door het Wageningse studentencorps "Ceres" om voldoende leden en financiële middelen veilig te stellen. Uiteindelijk bood ook dit geen garantie voor het voortbestaan van de vereniging. In 1952 kon geen elftal meer op de been worden gebracht en werd GVC van een corporale vereniging een algemene studentenvoetbalvereniging. Dit zorgde voor voldoende leden, en GVC zou tot 1993 een studentenvereniging blijven, alhoewel ook voor die tijd veel niet-studenten actief waren binnen de vereniging. Ook na 1993 bleef het universitair sportcomplex "de Bongerd" de thuisbasis van de vereniging.

## Standaardelftallen

### Zaterdag
Sinds het seizoen 2014/15 komt GVC weer uit met een standaardelftal, in het seizoen 2021/22 wordt er gespeeld in de Vierde klasse zaterdag van het KNVB-district Oost (4B), op het laagst mogelijke niveau in dit district.

#### Competitieresultaten 2015–2022
| 9 4A |

| 10 4A |

| 13 4H |

| 11 4H |

| 4 4B |

| 7 4B |

| 9 4B |

| - 4B |

| Vierde klasse |

### Zondag

#### Competitieresultaten 1904–2010
| 5 |

| 6 |

| 5 |

| 2 |

| 3 |

| 5 |

| 2 |

| 1 |

| 1 |

| 7 |

| 6 |

| 7 |

| 8 |

| 4 |

| 9 |

| 10 |

| 8 2A |

| 5 3C |

| 4 3C |

| 7 3C |

| 2 3C |

| 7 3C |

| 7 3D |

| 5 3D |

| 8 3D |

| 6 4C |

| 1 4B |

| 8 3C |

| 9 4C |

| 6 4D |

| 8 4D |

| 10 4D |

| 11 4D |

| 5 4F |

| 4 4F |

| 8 4? |

| 9 |

| 4 4F |

|  |

|  |

|  |

|  |

| 7 4H |

| 4 4H |

| 8 4G |

|  |

|  |

|  |

| 10 4F |

| 11 4F |

|  |

|  |

|  |

| 5 5F |

| 12 4F |

| 10 5F |

| 7 5F |

| 9 5F |

| 4 5F |

| 5 5F |

| 8 5F |

| 9 5G |

| 11 5G |

| 10 6C |

| 11 6F |

| 11 6F |

| 7 6F |

| Eerste klasse | Tweede klasse | Derde klasse | Vierde klasse | Vijfde klasse | Zesde klasse | Noodcompetitie |

#### In Europa
| Seizoen | Competitie                      | Ronde      | Land               | Club         | Uitslag |
| ------- | ------------------------------- | ---------- | ------------------ | ------------ | ------- |
| 1905/06 | Challenge international du Nord | 1R         | Vlag van Frankrijk | US Tourcoing | 0-4     |
| 1911/12 | Meuwsenbeker (Amsterdam)        | 1/2 finale | Vlag van Nederland | AFC Ajax     | 2-1     |
| 1911/12 | Meuwsenbeker (Amsterdam)        | Finale     | Vlag van België    | Antwerp FC   | 2-1     |

## Go Ahead WC&VV

### Competitieresultaten 1893–1903
| 2 |

| 5 |

| 6 |

| 7 |

| 2 |

| 2 |

| 2 |

| 2 |

| 6 |

| 4 |

| 3 |

| Eerste klasse | Tweede klasse |

## Victoria

### Competitieresultaten 1897–1903
| 3 2A |

|  |

| 1 2A |

| 1 |

| 1 |

| 1 |

| 6 |

| Eerste klasse | Tweede klasse |

In elke staaf van de grafiek staat van boven naar beneden vermeld: 
- Eindnotering

Dit is de positie die de club heeft bereikt in de competitie, zonder eventuele beslissings-, play-off- of nacompetitiewedstrijden die nodig zijn geweest om bijvoorbeeld de kampioen van de competitie te bepalen.
Indien een * achter het getal staat is de notering een tussenstand en kan het zijn dat de notering niet overeenkomt met de uiteindelijke eindstand van de competitie.
Staat er een - dan is het seizoen nog bezig en is er geen definitieve uitslag bekend.
Staat er xx op de positie van de notering, dan heeft de club vroegtijdig de competitie verlaten. Dit kan onder andere komen door terugtrekking van het team, faillissement van de club of door een uitgedeelde straf van de KNVB. In veel gevallen staat elders in het artikel de reden vermeld.
Staat er een ? dan is het resultaat uit het verleden onbekend, en is alleen de competitie of het niveau bekend van dat seizoen.
In de seizoenen 2019/20 en 2020/21 werd wegens de coronacrisis het amateurvoetbal afgebroken. Daardoor kennen deze staven geen eindklassering (middels -- weergegeven).
- Competitieniveau en afdelingsletter of Officiële eindstand Eredivisie
  - Competitieniveau en afdelingsletter

Hierbij geeft het getal het niveau weer, dat ook terug te vinden is in de legenda. De letter is de afdelingsaanduiding en wordt gebruikt wanneer er meer afdelingen zijn op hetzelfde niveau. De afdelingsletter is altijd een hoofdletter en wordt meestal zonder nummer gebruikt.
Voorbeeld: 2F is niveau 2e klasse competitie F.
Het competitieniveau en nummer wordt niet vermeld wanneer er slechts één competitie van dit niveau was.
  - Officiële eindstand Eredivisie (getal staat tussen haakjes vermeld)

Sinds de introductie van play-offwedstrijden voor Europees voetbal na afloop van de reguliere competitie in 2005/06, is de KNVB verplicht een eindstand van de Eredivisie door te geven aan de UEFA aan de hand van deze play-offwedstrijden.
Bij deze eindstand staan clubs die zich hebben gekwalificeerd voor Europees voetbal hoger dan clubs die zich niet wisten te kwalificeren. Indien er geen verschil was tussen de eindnotering en de officiële eindstand, staat dit getal niet vermeld.

- Onderafdeling

Hier staat afgekort de naam van de onderafdeling indien de club in dat jaar in een onderafdeling uitkwam. Tevens staat deze afkorting in de legenda en wordt gelinkt naar het artikel over deze onderafdeling. Deze afkorting wordt alleen vermeld wanneer de club in het verleden in verschillende onderafdelingen heeft gespeeld. Deze vermelding is in de staaf altijd in kleine letters. Deze onderafdelingen zijn na het seizoen 1995/96 afgeschaft. Heeft de club in slechts één onderafdeling gespeeld, dan is dit alleen terug te vinden in de legenda.
Onder de staaf staat het jaartal vermeld waarin het seizoen is afgesloten. 15 verwijst naar het seizoen 2014/15 of eventueel het seizoen 1914/15.
Wanneer een staaf leeg is, zijn deze gegevens niet bekend. Het kan ook zijn dat de club dat seizoen niet heeft meegespeeld op het hogere amateurniveau, vroegtijdig de competitie heeft verlaten of uit de competitie is gezet.

In het seizoen 1944/45 was er wegens de Tweede Wereldoorlog geen regulier competitievoetbal.

## Bekende (oud-)spelers
- Jan van Beek

GVC · ONA '53 · SKV · WAVV · WVV Wageningen

Voormalige clubs: S.D.O. · Velox · FC Wageningen · W.V.V.